# 佐賀県道281号大木有田線
佐賀県道281号大木有田線（さがけんどう281ごう おおぎありたせん）は、佐賀県西松浦郡有田町を通る一般県道である。

## 概要
西松浦郡有田町大木宿乙から西松浦郡有田町泉山1丁目に至る。
西松浦郡有田町の一部区間は陶磁器店や窯元が多く点在するため、毎年ゴールデンウィークに開かれる有田陶器市期間中（4月29日 - 5月5日）は多くの観光客で賑わう。この期間は、JR九州佐世保線 上有田駅から有田駅までの約2.5 km区間に600店もの陶器店が並び、時間帯限定ながら歩行者天国の交通規制がある。またこの通りの区間は、江戸時代から昭和初期までの町屋や洋館がある有田の古い町並みが良く残されており、1986年（昭和61年）8月10日の道の日に、旧建設省と「道の日」実行委員会により制定された「日本の道100選」にも選定されている。

### 路線データ
- 起点：佐賀県西松浦郡有田町大木宿（山谷交差点、国道202号交点、佐賀県道326号山谷大木線起点）
- 終点：佐賀県西松浦郡有田町泉山1丁目（泉山磁石場入口交差点、佐賀県道233号上有田停車場線交点）

## 歴史
- 2022年（令和4年）3月18日 - 佐賀県告示第47号により中樽1丁目 - 泉山磁石場入口交差点間の佐賀県道233号上有田停車場線の旧道の県道指定が解除され、終点が西松浦郡有田町上幸平1丁目から泉山磁石場入口交差点に延伸する[3]。

## 路線状況

### 重複区間
- 佐賀県道344号伊万里有田線（西松浦郡有田町大木宿乙 - 西松浦郡有田町広瀬甲）
- 佐賀県道344号伊万里有田線（西松浦郡有田町本町丙 - 西松浦郡有田町岩谷川内1丁目）

### 道路施設

#### 橋梁
- 龍王橋（有田川、西松浦郡有田町）
- 井手行橋（広瀬川、西松浦郡有田町）
- 丸尾橋（丸尾川、西松浦郡有田町）
- 眼鏡橋（白川川、西松浦郡有田町）
- 岩中橋（白川川、西松浦郡有田町）
- 中野原橋（白川川、西松浦郡有田町）
- 上幸平橋（中樽川、西松浦郡有田町）
- 地蔵橋（西松浦郡有田町）

## 地理

### 通過する自治体
- 西松浦郡有田町

### 交差する道路
| 交差する道路                           | 交差する場所  | 交差する場所                |
| -------------------------------------- | ------------- | --------------------------- |
| 国道202号 佐賀県道326号山谷大木線      | 大木宿乙      | 山谷交差点 / 起点           |
| 佐賀県道344号伊万里有田線 重複区間起点 | 大木宿乙      |                             |
| 佐賀県道344号伊万里有田線 重複区間終点 | 広瀬甲        |                             |
| 佐賀県道344号伊万里有田線              | 外尾山丙      | 有田町外尾山交差点          |
| 佐賀県道234号有田停車場線              | 本町丙        | 有田駅前交差点              |
| 佐賀県道344号伊万里有田線 重複区間起点 | 本町丙        |                             |
| 佐賀県道344号伊万里有田線 重複区間終点 | 岩谷川内1丁目 |                             |
| 佐賀県道233号上有田停車場線            | 泉山1丁目     | 泉山磁石場入口交差点 / 終点 |

### 交差する鉄道
- 松浦鉄道
- 佐世保線

### 沿線
- 陶磁器の窯元が多い。
- 松浦鉄道西九州線
  - 山谷駅 - 大木駅
- JR九州佐世保線・松浦鉄道西九州線 有田駅
- JR九州佐世保線 上有田駅